# صابونية دولافية
صابونية دولافية (الاسم العلمي:Sapindus delavayi) هي نوع من النباتات تتبع جنس الصابونية من الفصيلة الصابونية. سمي هذا النوع نسبةً إلى عالم النبات الفرنسي جان ماري دولافي. تم وصف هذا النوع من النبات علمياً لأول مرة من قبل أدريان رينيه فرانشيه ولودفيغ أدولف تيموثيوس ردلكوفر سنة 1890.